# 3-as villamos (Szeged)
A szegedi 3-as jelzésű villamos Tarján és a Vadaspark között közlekedik. A viszonylatot a Szegedi Közlekedési Társaság üzemelteti.

## Története

### A köztemetői vonal
1908. október 31-én adták át a Kálvária utcán (Kálvária sugárút) létesült egyvágányú, kitérős rendszerű pályát. A vonalnak a Dugonics téren kétvágányú csatlakozása volt a fővonallal, így a Széchenyi tér és a Belvárosi temető közötti viszonylat jött létre. A Széchenyi térről a Kelemen utca – Kölcsey utca – Kárász utca – Dugonics tér útvonalon haladt a Kálvária utca felé, onnan érte el a Belvárosi temetőt. Kitérő volt a mai Kálvária téren, a mai Vadaspark megállónál és a Belvárosi temetőnél. A Dáni utcától jobbra egy vágány vezetett át a Tisza Lajos körútra. A pálya a Kálvária utcán az úttest közepén volt, a Kálvária téren az úttest szélére húzódott. A Kálvária-vámháznál keresztezte az közutat, és az út túloldalára vezetett, a temető előtt a jobbos ívben keresztezte ismét a közutat. Két vasútvonalat keresztezett, a mai is létező Szeged–Szeged-Rókus közöttit, valamint a ma már nem létező Szabadka–Szeged-Rókus vonalat.
1912-ben a város hozzájárult egy vágánykapcsolat építéséhez a Híd utca és a Kelemen utca kereszteződésében, amely összekötötte az akkori fővonalat (a mai 1-es és 2-es villamos vonalát) az újszegedi résszel. Ugyanekkor a Dugonics téren összekötötték a „temetői” vonalat a „vágóhídival”, valamint a Tisza Lajos körúti vonalszakaszt a fővonallal is összekapcsolták a Gizella térnél (Aradi vértanúk tere). 1913. június 29-től létrejött a Erzsébet liget – Belvárosi temető viszonylat. A vonal hossza 5,181 kilométer volt.
1927-ben elbontották a Kölcsey utca – Kárász utca – Dugonics tér – Jókai utca – Gizella tér nyomvonalon lévő vágányokat, mert a Kelemen utca – Zrínyi utca – Gizella tér nyomvonalon új kétvágányú pálya épült a fővonal számára. Az átszállások elősegítése miatt a köztemetői vonal egyik vágányát meghosszabbították a Zrínyi utcáig, ahol a fővonalnak új megállója lett, a másik vágány csonkavágány maradt a Kárász utcáig. A köztemetői viszonylat 1927. május 7-től a Somogyi utca és a Belvárosi temető között közlekedett. 1936-'37-ben a Dorosmai sor (Kápolna utca) és a vámház (Vadaspark) között lévő vágányt a park az úttólez mit jelent? messzebb helyezték. Néhány iparvágányt emiatt módosítottak. A Kálvária-vámháznál a kitérőt az út két oldalára építették. 1941-ben a jobb oldali közlekedés bevezetése miatt a kitérők forgalmi rendje is megváltozott.
| Dátum | Viszonylat                                              | Megállóhelyek |
| ----- | ------------------------------------------------------- | --- |
| 1908  | Széchenyi tér (Tisza Szálló) – Izraelita temető bejárat | Széchenyi tér (Tisza Szálló) – Aradi utca – Klauzál tér sarka – Kölcsey utca 5. sz. – Somogyi utca – Dugonics tér – Londoni körút – Kórház utca – Kálvária téri kitérő – Csapatkórház főbejárata – Honvédkórház főbejárata – Fertőtlenítő telep főbejárata – Kálvária-vám kitérő (ma: Vadaspark) – Keramit gyár – Katolikus temető főbejárat – Izraelita temető bejárat                                                    |
| 1913  | Újszeged – Zsidó temető bejárat                         | Újszeged végállomás – Újszegedi Vigadó – Torontál tér – Tisza-híd bal hídfője – Tisza-híd jobb hídfője – Kállay Albert utca (Híd utca) – Aradi utca – Kölcsey utca 5. sz. – Somogyi utca – Dugonics tér – Kálvária utca – Londoni körút – Kórház utca – Honvéd kórház főbejárata – Fertőtlenítő telep főbejárata – Kálvária-vám kitérő (ma: Vadaspark) – Keramit gyár – Katholikus temető főbejárat – Zsidó temető bejárat |

### 3-as villamos
Szegeden a vonalakat 1943-ban számozták be, a köztemetői vonal a 3-as számot kapta. Az átrakó pályaudvari szakasz megépülte után, 1950. március 1-jétől a 3-as villamos a Belvárosi temető – Aradi vértanúk tere, később a Belvárosi temető – Átrakó pályaudvar között közlekedett. A kisvasútig csak csatlakozás esetén jártak ki a járművek. 1950. június 1-jén indult be a 6-os villamos a Marx tér és az Átrakó pu. között. Ezzel egyidőben a 3-as végállomása visszakerült a Somogyi utcába.

### A Fonógyári úti szakasz
1950-ben épült meg a Fonógyári úti rész. Ezt akkor a kiskundorozsmai, 7-es vonal részére építették. 1950. december 20-ától a 3-as a Somogyi utca és a Textilművek (Vadaspark) között közlekedett egy kocsival. A 7-es a Marx térről járt Kiskundorozsmára. 1951-ben az 1927-es átépítések nyomán a Somogyi utcában megmaradt csonkavágányt meghosszabbították a Toldy utcáig, így a Somogyi utca végállomás és a Dugonics tér között kétvágányú lett a pálya, és megszüntették a Tisza Lajos körútra kapcsolódó vágányt.
A 3-as vonal 1952. május 24-én megszűnt, május 25-étől átépítették a Kálvária sugárúti szakaszt a Dugonics tér és a Veresács utca között. Ugyanekkor szűnt meg a Dugonics téren az 1912-ben épített vágánykapcsolatot a Tisza Lajos körúttal, a 6-os által használt Dáni utcai vágány maradt meg. Az átépítés október 6-ig tartott, de a 3-as nem indult újra. A Kálvária sugárúton a 6-os és a 7-es villamosok jártak. 1953. május 20. és szeptember 18. között újjáépült a Belvárosi temetőnél lévő kitérő. 1953. október 1-jétől járt újra a 3-as a Somogyi utca és a Textilművek között. A 3-as később ismét megszűnt, 1956-ban már 7A jelzéssel volt betétjárat a Textilművekig.
1963. november 11-étől viszonylat-átszervezések történtek. A 7-es szegedi végállomását áthelyezték a rókusi kórházhoz, a 6-ost lerövidítették a Dugonics térig, így a 3-as újraindult a Somogyi utca és a Textilművek között. Az 1970-es évek elején a móravárosi főgyűjtőcsatorna építése a miatt a 7-es Boross József utcai szakasza megszűnt, a végállomása átkerült az Úttörő térre (Kálvária tér). Ugyanekkor ideiglenesen a Kálvária téri vágányokat az úttest túloldalára helyezték át.
1972. január 1-jétől megbontották a 7-es vonalat, a 3-as a Somogyi utca és az Előregyártó-telep között közlekedett, ez a Postás Sporttelepet követő második megálló volt, itt lehetett átszállni a 7-es villamosra.
1974-ben a Textilművektől a Belvárosi temetőig a vágányokat az úttest másik oldalára helyezték át, így a villamos már nem keresztezte kétszer a közutat. Az új pályán 1974. október 8-ától indult el a forgalom. A 7-est 1977. június 30-án megszüntették. 1984. november 4-étől a 3-as már csak a Postás Sporttelepig járt, a nem hasznålt szakaszon a vágányokat felszedték. A vonal hossza ekkor 4500 méter volt. 1990. június 11-étől a belső végállomása a Dugonics tér lett, a Somogyi utcán megszűnt a villamosközlekedés. A vágányokon parkoló létesült. 1996. február 5-étől betétjárat indult a Dugonics tér és a Vadaspark között 3A jelzéssel, a Fonógyári úti szakaszra kevesebb villamos járt ki.
| Év   | Viszonylat                     | Megállóhelyek |
| ---- | ------------------------------ | --- |
| 1963 | Somogyi utca–Textilművek       | Somogyi utca – Dugonics tér – Londoni körút – Veresács utca – Kálvária kitérő – II. kórház – Textilművek |
| 1972 | Somogyi utca–Előregyártó telep | Somogyi utca – Dugonics tér – Londoni körút – Veresács utca – Kálvária kitérő – II. kórház – Textilművek – Budalakk – Belvárosi temető kitérő – Ikarus Szegedi Gyára – Postás Sporttelep kitérő – Budapesti út – Előregyártó telep |
| 1984 | Somogyi utca–Postás Sporttelep | Somogyi utca – Dugonics tér – Londoni körút – Veresács utca – Kálvária kitérő – II. kórház – Textilművek – Budalakk – Belvárosi temető kitérő – Ikarus Szegedi Gyára – Postás Sporttelep                                           |
| 1997 | Dugonics tér–Postás Sporttelep | Dugonics tér – Londoni körút – Veresács utca – Kálvária tér – II. kórház – Vadaspark – Budalakk – Belvárosi temető – Ikarus Szegedi Gyára – Postás Sporttelep                                                                      |

### Bekötés a tarjáni vonalba
2002. április 27. és június 8. között ideiglenesen, az április 22-én megkezdett Dugonics téri kettős körforgalom építése miatt a 3-as csak a Dáni utca – Vadaspark között járt, a 3A járat megszűnt. Ezalatt a kocsik nem tudtak a kocsiszínbe járni. A Vadaspark – Postás Sporttelep szakaszon a forgalmat leállították. Az addig egyvágányú pályát a Dugonics téren kétvágányúra építették át. A téren kettősvágányú vágánycsatlakozás épült, a 3-as vonalát bekötötték a 4-esébe, így a 3-as Dugonics téri végállomása megszűnt. Ugyanekkor számolták fel a Dáni utcától kiágazó vágányt (a közeli Domus Áruház miatt „Domus-delta” néven is előfordult), amelyet egykor a 6-os villamos használt, később a 3-as kocsik kocsiszínbe történő eljutásában volt szerepe. A Dugonics téren a 3-as és a 4-es vonalának ekkor már csak egy kereszteződése volt. A Kálvária sugárút nyugati irányából jobbra egy vágány vezetett a Tisza Lajos körútra a Tisza-part felé, amely keresztezte a 4-es vonalát, majd egy csonkavágányban végződött (a 6-os vonalát eddig bontották el). Ide csatlakozott a 4-es vonalról egy elágazás a Dugonics tér után balra a Tisza-part felé. Ezt az 1913-ban létezett Szeged pu. – Pénzügyi Igazgatóság viszonylat is használta.
Június 9-étől a 3-as a Tarján–Vadaspark, a 3A pedig az Anna-kút–Vadaspark között járt, a 4-es újra az eredeti útvonalon közlekedett. Szeptember 2-átől a 3A csak a Dugonics térig járt. Október 1-jétől lakossági kérésre újra elindították a forgalmat a Fonógyári úti szakaszon, a Vadaspark – Fonógyári út viszonylatban, de a Postás Sporttelepet nem használva. A Belvárosi temető II. kapujánál, a Kereskedő köznél és a Vasutas sornál új megállókat építettek, utóbbi volt a végállomás. Az Ikarusz gyár nevű megállót megszüntették. A 3-asról történő átszálláskor a menetjegyek érvényesek voltak. Október 24-étől a 3F belső végállomását Tarjánba helyezték, noha a külső szakaszon továbbra is alacsony volt az utasszám. A 3F vonal hossza 7850 méter lett. 2003. szeptember 1-jétől megszűnt a 3A betétjárat. Októberben elbontották a Postás Sporttelepre vezető vágányokat a Fonógyári út kereszteződésében, az egykori végállomáson a vágányok megmaradtak.

### Közös pályán a 4-essel

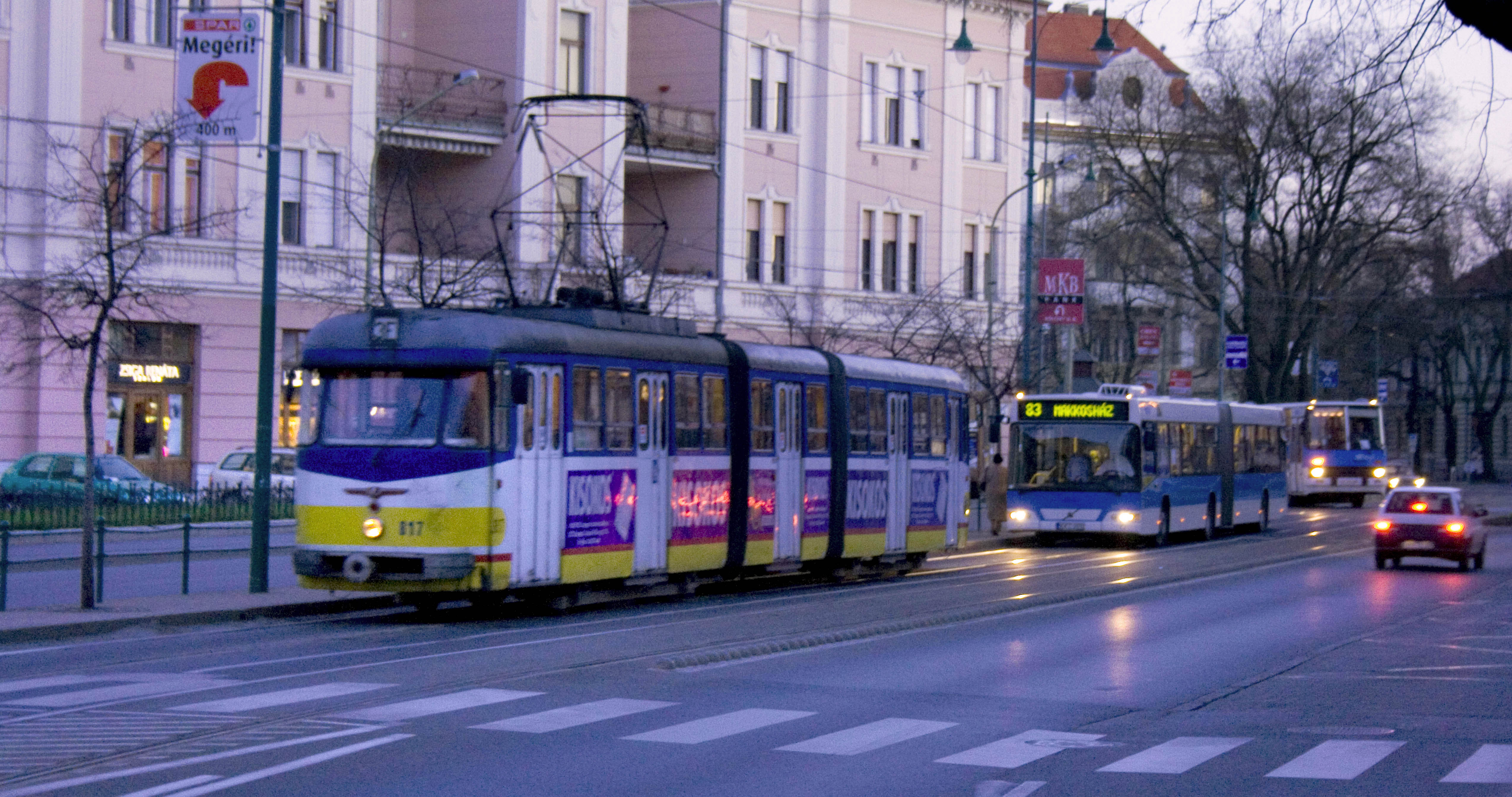
Közös busz–villamos-sáv a Dugonics téren 2008-ban

2004. július 5-étől a Tisza Lajos körút átépítése alatt a 3-as két szakaszban közlekedett: 3–4-es jelzéssel a Tarján–Anna-kút, 3-asként pedig a Dugonics tér – Vadaspark között járt, a 3F a Dugonics tér – Fonógyári út között közlekedett. Az út szélén lévő, egyvágányú pályát az úttest közepére helyezték és a Mérey utcától a Dugonics térig is kétvágányú lett a pálya. A villamospálya közös tömegközlekedési sávvá alakult az autóbuszokkal. Az eredeti rend szeptember 20-án állt vissza. 2005-ben hurokforduló épült Tarjánban, a 4-es villamosvonalon az egy vezetőállásos villamosok számára.
2008. július 15. és szeptember 22. között az Anna-kúti kereszteződés átépítése alatt 3–4 jelzéssel közlekedett a Tarján és az Anna-fürdő között, valamint 3-asként a Dugonics tér – Vadaspark között járt, a 3F a Dugonics tér – Fonógyári út között közlekedett.
2010. június 16-ától a 3-as és a 3F járat a Dugonics tér és a Vadaspark valamint a Fonógyári út között nem közlekedett a villamospálya felújítása miatt. Ezalatt a 3-as járatok csak Tarján és a Dugonics tér között jártak. A Kálvária tér és a II. kórház között új vágány épült 700 méter hosszúságban, itt kétvágányú lett a pálya, valamint körforgalmat alakítottak ki a Kálvária sugárút és a Veresács utca kereszteződésében. A Kálvária sugárút egy szakaszán füves pályát építettek. A Fonógyári úton deltavágányt építettek, hogy az egy vezetőállásos villamosok is meg tudjanak fordulni. A 3-as járat 2011. január 19-én indult újra, a 3F pedig 2011. február 1-jén. Az Anna-kút és a Tarján közötti szakaszt 2011. február 15. és augusztus 20. között újították fel. A szakaszon korszerű megállóhelyek, a Tisza Lajos körúton a Glattfelder Gyula tér és az Anna-kút között pedig közös busz–villamos-sáv létesült.
A 3-as jelenleg Tarján és Vadaspark végállomások közt közlekedik, a Fonógyári út felé a 3F jár.
A villamos a belvárosban a Tisza Lajos körúton halad át, az Anna-kútnál keresztezi az 1-es és 2-es villamos vonalát. A Dugonics téri megállója a Kárász utcához (Szeged sétálóutcája) közel található. A vonal a Tarján és a Dugonics tér között kétvágányú, ezen a szakaszon a 4-es villamos is jár. A Dugonics tértől a 3F járattal közös szakaszon halad, a 3F a Vadaspark után a Fonógyári útig jár. Ez a szakasz jórészt egyvágányú, kitérős rendszerű. A Veres ács utca és a II. kórház között kétvágányú, emellett kitérő van a Vadasparknál és a Belvárosi temetőnél. A Vadasparknál és a Fonógyári úti végállomáson is a villamosok megfordulására deltavágány van.

## Járművek
A viszonylaton 2011. január 19-ig tízajtós FVV HCS–10a villamosok (Bengálik) jártak; 2011. január 19-től a frissen felújított vonalon már Tatra KT4D és Tatra T6A2H típusú villamosok járnak.
2017-től hétköznap egy Pesa 120Nb is közlekedik a vonalon, hogy kiszolgálja a vonalon található akadálymentesített megállókat.

## Útvonala

Útvonal térkép

| Vadaspark felé                                                                                           | Tarján felé                                                                                              |
| --- | --- |
| Tarján vá. – József Attila sugárút – Tisza Lajos körút – Dugonics tér – Kálvária sugárút – Vadaspark vá. | Vadaspark vá. – Kálvária sugárút – Dugonics tér – Tisza Lajos körút – József Attila sugárút – Tarján vá. |

## Megállóhelyei
Az átszállási kapcsolatok között az azonos, de hosszabb útvonalon közlekedő 3F villamos nincs feltüntetve.

## Galéria

Szeged villamosvonalai 1950-ben, a 3-as sötétkék színnel van jelölve
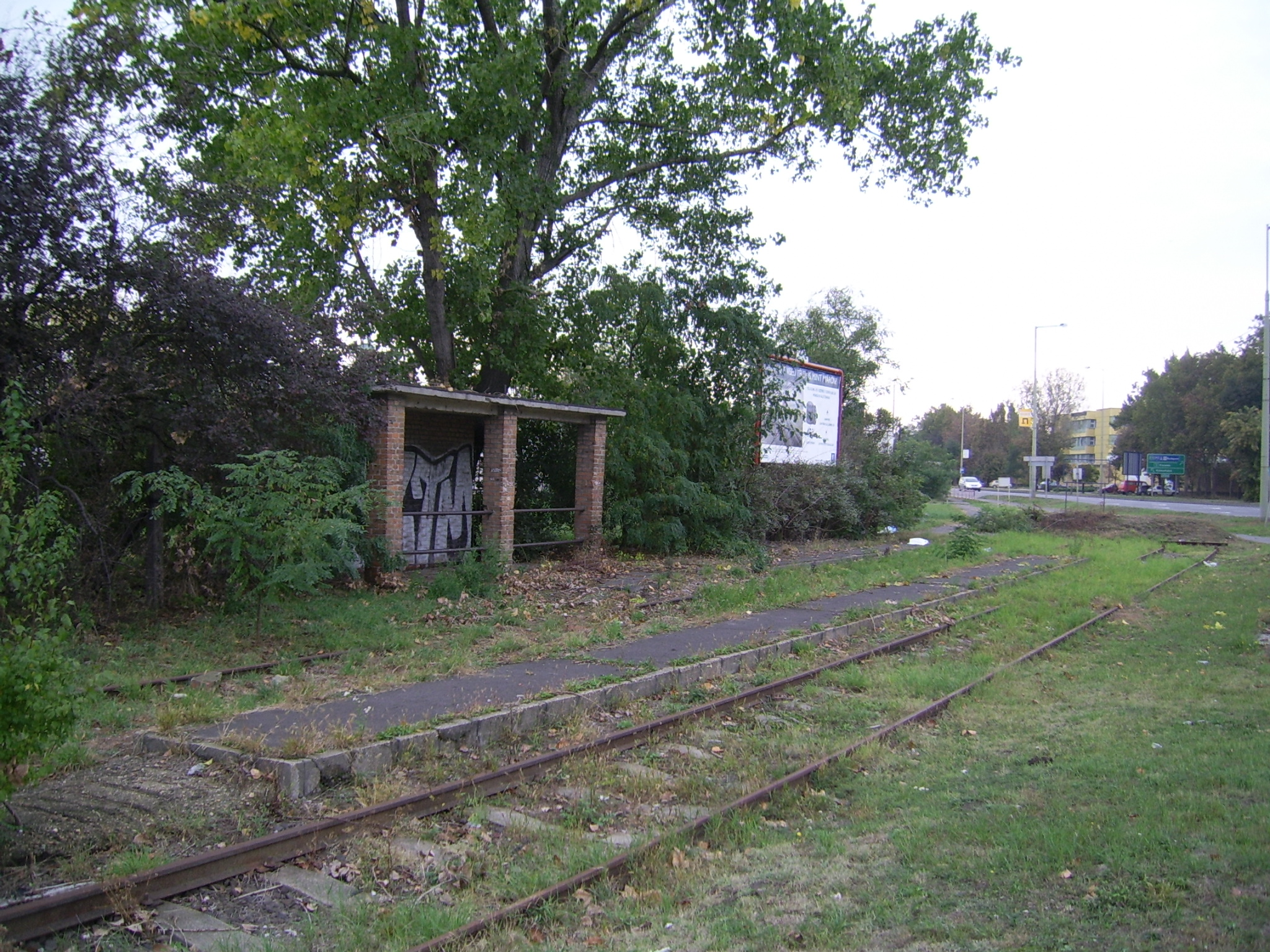
Az egykori Postás Sporttelep végállomás
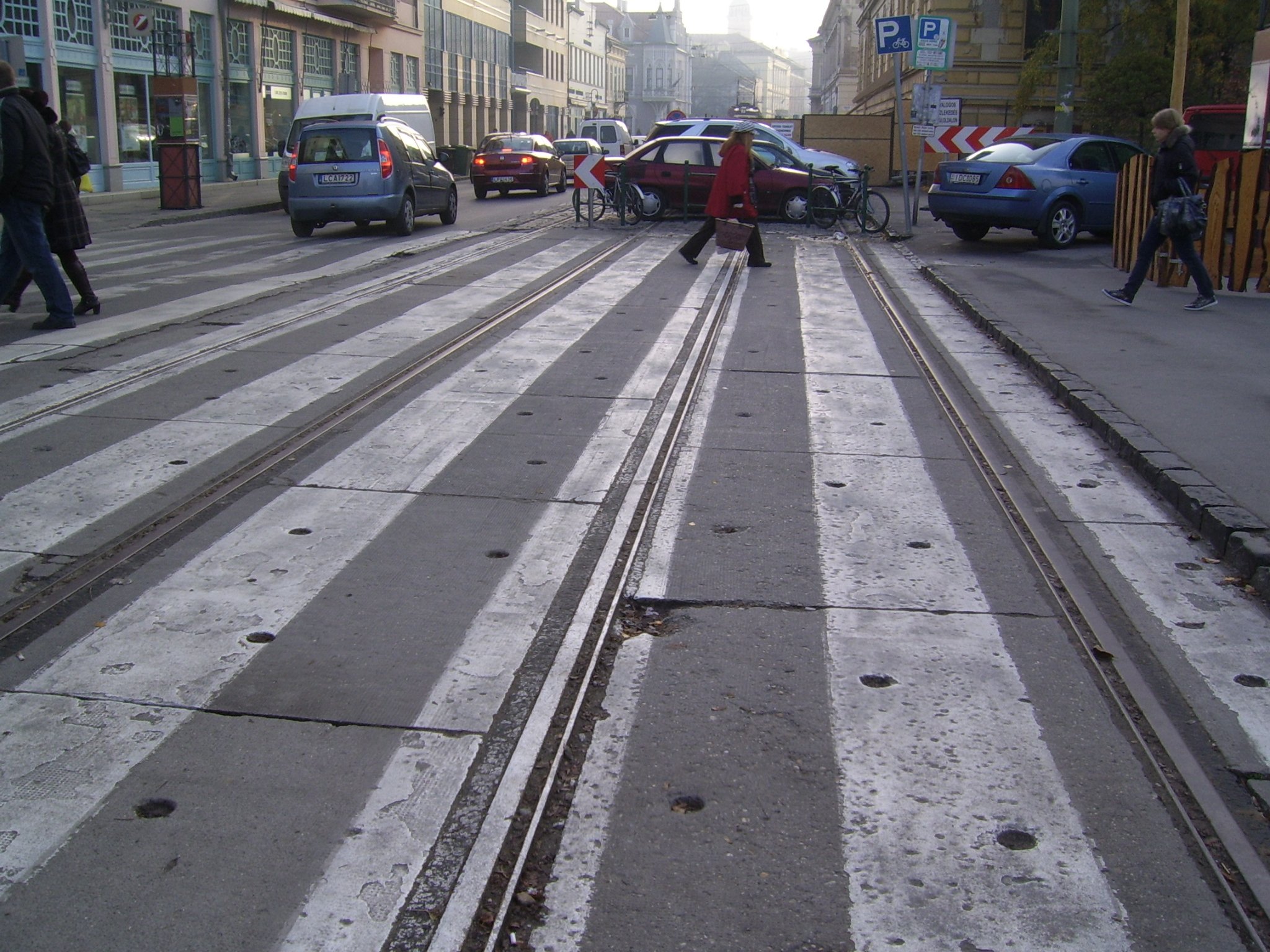
A Somogyi utcai üzemen kívüli vágányok
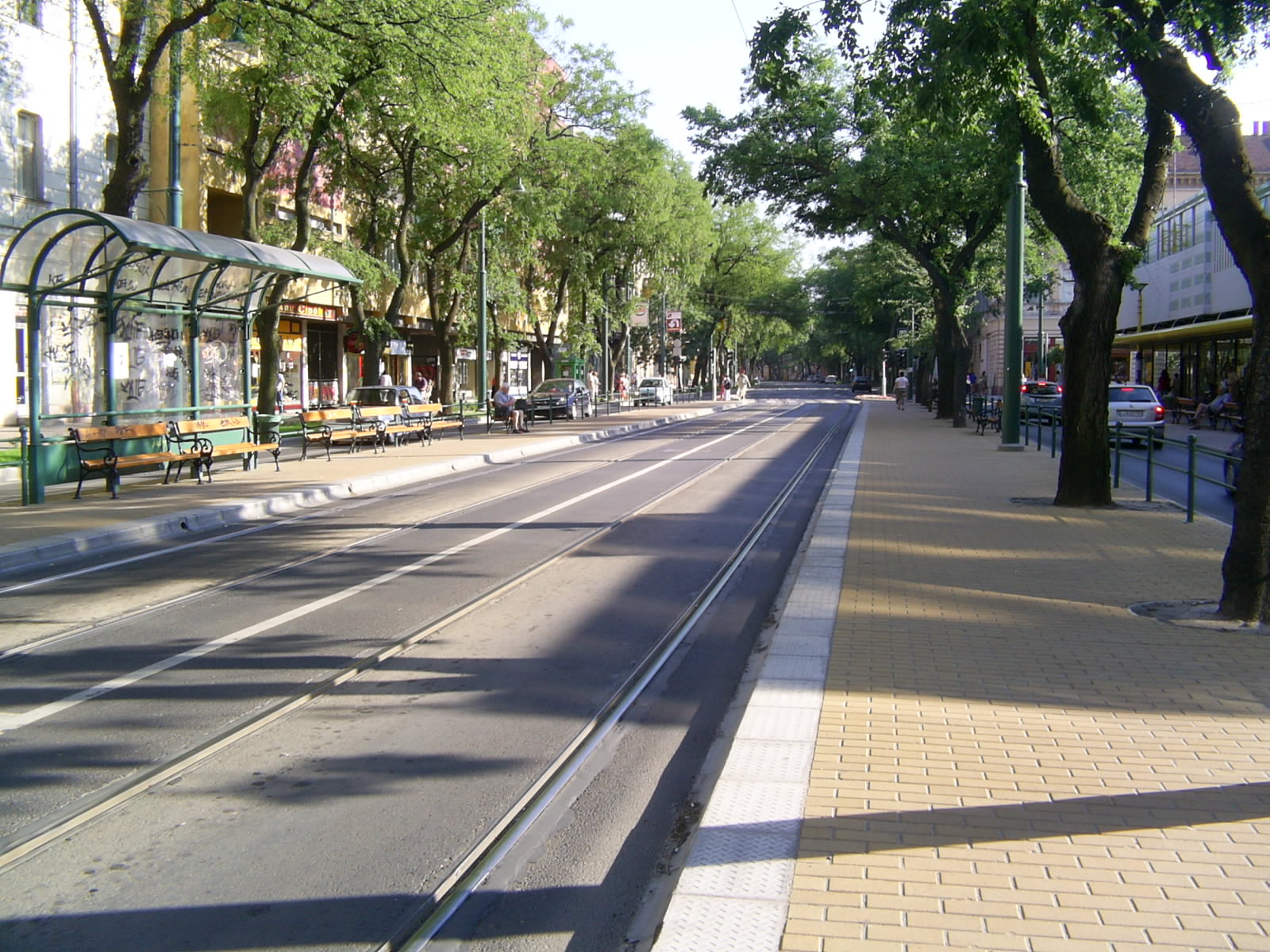
A felújított Tisza Lajos körúti szakasz  a Skála áruház előtt 2005-ben
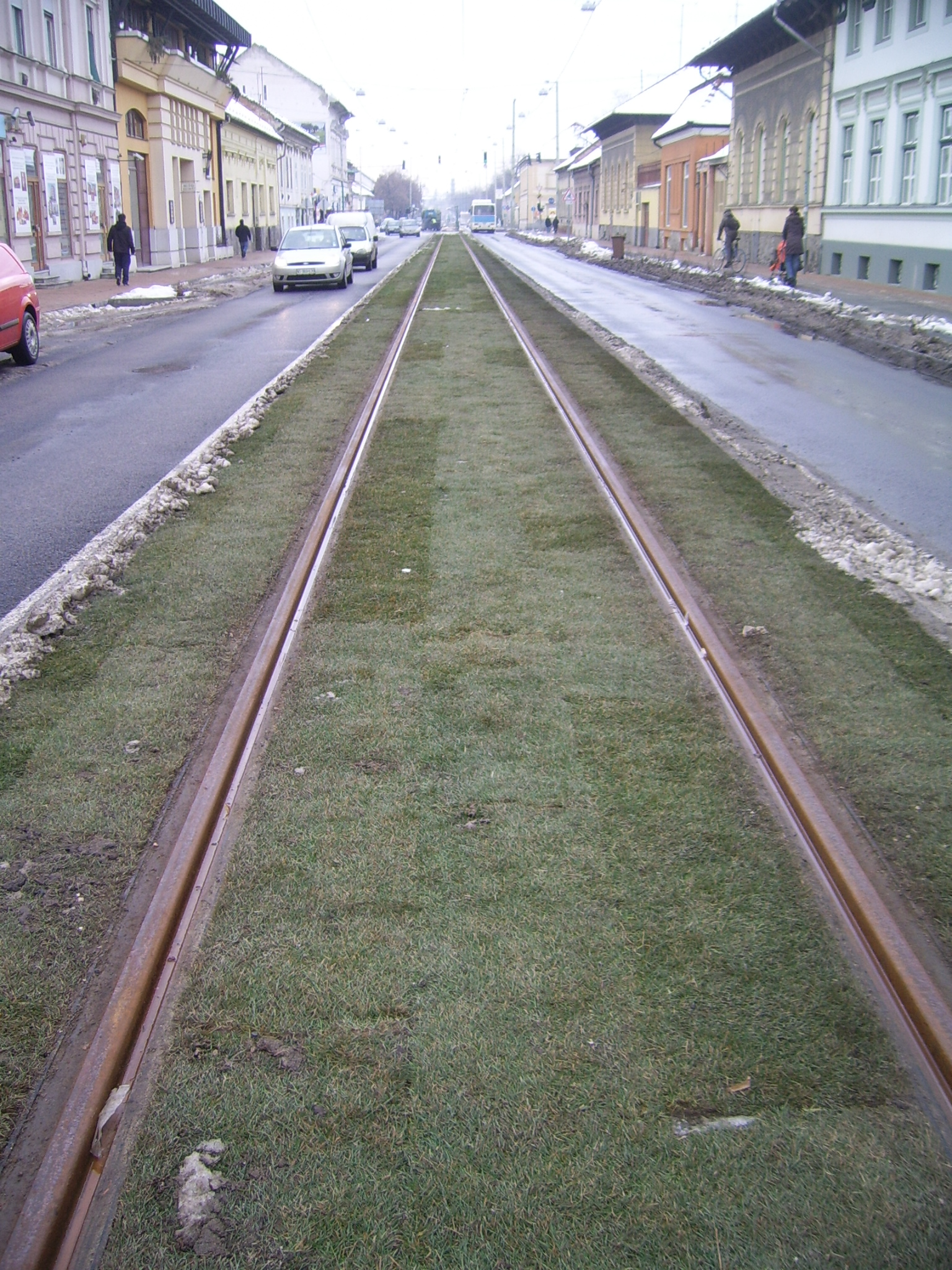
Füvesített pálya a Kálvária sugárúton, a 2010-es felújítás után